# 萨曼莎·赖利
萨曼莎·赖利（英語：Samantha Riley，1972年11月13日—），澳大利亚女子游泳运动员。她曾代表澳大利亚参加1992年和1996年夏季奥林匹克运动会游泳比赛，获得一枚银牌和二枚铜牌。